# Beta-lactoglobulina

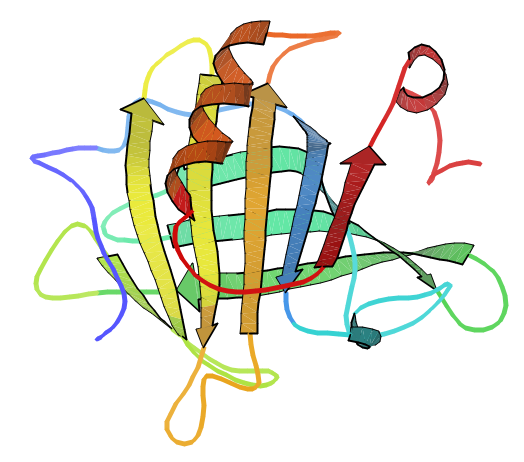
Estructura de la beta-lactoglobulina. Las cintas representan las estructuras secundarias; las flechas, las beta-láminas; las espirales, las hélices alfa. Imagen: "3BLG" del Protein Data Bank.

La beta lactoglobulina (β-lactoglobulina) es una  proteína que se encuentra  en el suero de la leche de vaca y de otras especies de rumiantes, y además en la leche de yegua y de cerda, pero no en la leche humana ni en la de la coneja. En el lactosuero de la vaca es la proteína más abundante en el suero de leche constituyendo alrededor de la mitad de las proteínas de éste.
Está formada por una cadena de 162 aminoácidos con un peso de 18.4 kDa. Se conocen dos variantes géneticas principales, las llamadas A y B, las cuales difieren en dos aminoácidos en la posición 64 y 118. La forma A tiene aspartato y valina mientras que la forma B tiene glicina y alanina respectivamente.
La β-lactoglobulina de los rumiantes se encuentra en forma de dímeros al pH normal de la leche, aunque estos dímeros pueden romperse tiene la capacidad de interactuar con moléculas hidrofóbicas especialmente con retinol y ácidos grasos. Su función hasta ahora es desconocida pero se cree que sirve, en el caso de los rumiantes, como proteína transportadora de ácidos grasos.
Dado que la β-lactoglobulina no se encuentra en la leche humana, el organismo la considera una proteína "extraña", y en el caso de la ingestión por parte de niños muy pequeños parece ser un factor de riesgo en el desarrollo de alergias También se ha discutido la posible relación entre la beta Lactoglobulina y el desarrollo de diabetes tipo 1 en menores de 18 meses, ya que esta se une a la superficie de células productoras de insulina causando daño y llevando a la destrucción de estas.
En productos lácteos fermentados como el yogur, la beta-lactoglobulina contribuye al valor nutricional al aportar aminoácidos esenciales que el cuerpo humano requiere para funciones clave como la síntesis de tejidos y enzimas.